# 極楽寺 (葛飾区)
極楽寺（ごくらくじ）は、東京都葛飾区にある真言宗豊山派の寺院。

## 概要
1449年（宝徳元年）、普済亜闍梨によって開山された。
開山当初の境内には、八幡宮が祀ってあったが、洪水で流出し、流れ着いた先に設けられたのが富岡八幡宮だという伝説がある。
境内の薬師堂にある薬師如来像は弘法大師空海の作といわれ、「寅薬師」「砦内の薬師」の異名がある。

## 交通アクセス
- 堀切菖蒲園駅より徒歩9分（経路案内）。